# Balai Kasih
Balai Kasih is een bestuurslaag in het regentschap Langkat van de provincie Noord-Sumatra, Indonesië. Balai Kasih telt 2259 inwoners (volkstelling 2010).